# José Miguel de Velasco (província)
José Miguel de Velasco é uma província da Bolívia localizada no departamento de Santa Cruz, sua capital é a cidade de San Ignacio de Velasco.